# Ulmus davidiana
Ulmus davidiana é uma pequena árvore decídua amplamente distribuída pela China, Mongólia, Coreia, Sibéria e Japão, onde é encontrada em pântanos ao longo de riachos em elevações de 2.000–2300 m. A árvore foi descrita pela primeira vez em 1873 nas colinas ao norte de Pequim, China. Ulmus davidiana tem uma semelhança notável com a Ulmus americana em todos os quesitos exceto o tamanho final.
Duas variações de Ulmus davidiana são reconhecidas: Ulmus davidiana var. japonica, endêmica para grande parte do nordeste da Ásia e Japão, e Ulmus davidiana var. davidiana, restrita às províncias chinesas de Hebei, Henan, Shaanxi e Shanxi.

## Pragas e doenças
Avaliada com outros olmos chineses no Arboreto de Morton em Illinois, descobriu-se que a árvore tinha uma boa resistência à doença do olmo holandês (DED). Nos testes da Butterfly Conservation no Reino Unido, as árvores cultivadas a partir de sementes obtidas em Liaoning, China, pelo Morton Arboretum foram desfolhadas na copa por DED com apenas 6 anos de idade e menos de 4 m de altura, mas recuperado.  A espécie tem fama de ter uma boa resistência ao besouro da folha do olmo Xanthogaleruca luteola, elm yellows e minadores nos Estados Unidos.

## Cultivação
Ulmus davidiana raramente é cultivada no oeste, sendo inadequada para tudo, exceto para condições muito abrigadas e úmidas, e é intolerante a lagoa. Em testes conduzidos pela Butterfly Conservation na Great Fontley Farm, Fareham, Inglaterra, os espécimes frequentemente cresciam muito rápido em condições comparativamente benignas, o caule estreito incapaz de suportar o peso da copa florescente, deixando a árvore arqueando até o chão ("A poda pode ajudar a planta a resultar em um padrão de ramificação estruturalmente mais estável"). Apesar disso, Ulmus davidiana tem se mostrado promissora como resultado de testes na Universidade Estadual de Ohio (OSU).

## Árvores notáveis
No Tree Register of the British Isles, do Reino Unido, está localizada uma árvore relativamente jovem em White House Farm, Ivy Hatch, Kent, medindo 5 m de altura por 17 cm DAP em 2009.